# Roberto Maidana
Roberto Maidana (Buenos Aires; 1 de julio de 1928 - Ib.; 11 de agosto de 2007) fue un periodista argentino. 

## Trayectoria
Nacía en Buenos Aires el 1° de julio de 1928. Realizó estudios de Derecho, en 1950 ingresó a Radio Splendid como redactor y locutor de informativos, iniciando así su prolífica e ininterrumpida trayectoria como periodista.
A partir de 1954 comenzó a trabajar como cronista deportivo realizando transmisiones por radio y televisión. En esa época realizó la cobertura del Mundial de Chile 1962. En 1966 se incorporó como redactor y locutor en off al staff periodístico del noticiero Telenoche de Canal 13, conducido por Mónica Cahen D'Anvers y Andrés Percivale. Luego pasó del otro lado de las cámaras y trabajó en el ciclo durante 17 años, convirtiéndose así en una figura de la división noticias del canal. También en Canal 13 participó del programa periodístico Mónica presenta.
En marzo de 1983 fue convocado para conducir el noticiero 28 millones, emitido por ATC y fue nombrado gerente de noticias del canal, cargo que ocupó hasta noviembre de 1984. Luego trabajó en el ciclo periodístico Cien noticias (1986), por Canal 11, más tarde en el noticiero de América 2 como conductor y en la señal de cable CVN como secretario de redacción, anchorman y conductor. A fines de los años 90, condujo un programa de turismo por cable y fue corresponsal de una emisora cordobesa.
Desde 1961 fue corresponsal en Argentina de WRUL Radio New York Worldwide. Participó en la primera transmisión televisiva en el país, el 17 de octubre de 1951. En 1969 viajó a Estados Unidos para relatar la Llegada del hombre a la Luna. En 1994, realizó la cobertura periodística de las Elecciones en Sudáfrica y entrevistó a Nelson Mandela. En gráfica colaboró en Mundo argentino, Tía Vicenta, Clarín y El Economista.
A lo largo de su carrera entrevistó a numerosas e importantes personalidades como Indira Gandhi, Menahem Begin, Ernesto "Che Guevara", Fidel Castro, Juan Domingo Perón, Golda Meir, el Pandit Nehru, Yitzhak Rabin, Moshe Dayan, Anwar El Sadat, Ruhollah Jomeini, Henry Kissinger, John Fitzgerald Kennedy y Robert Kennedy, Nelson Mandela, Giulio Andreotti, Felipe González, Vittorio Gassman, Federico Fellini, Jorge Luis Borges, Juan Rulfo, Jorge Amado, Luis Federico Leloir, Bernardo Houssay, Werner von Braun, Pelé, Cassius Clay y Juan Manuel Fangio, entre otros. Hablaba inglés, francés, portugués e italiano.
Recibió, entre otros, los siguientes premios: Premios Santa Clara de Asís (1968, 1976 y 1985), Cruz de Plata de la Revista Esquiú (1970 y 1984), Primer Premio y Medalla de Oro otorgados por el Círculo de la Prensa (1971), Premio Martín Fierro al mejor periodista de TV (1974 y 1990), Premio Konex en Periodismo Televisivo (1987) y Premio Broadcasting al mejor noticiero por cable (1996). Fue condecorado con la Orden de Isabel La Católica (España, 1984); la Orden del Elefante Blanco del Reino de Tailandia (1961) y la Orden "Cavalie Della República" (Italia, 1987). En el año 2003 fue nombrado Miembro de Número de la Academia Nacional de Periodismo.
El 11 de agosto de 2007, falleció a los 79 años por cáncer de pulmón.

## Televisión
| Periodo             | Programa                 | Cadena        |
| ------------------- | ------------------------ | ------------- |
| 1963                | Futbol por Teleonce      | Teleonce      |
| 1966                | Telenoche                | Canal 13      |
| 1977-1980           | Mónica presenta          |               |
| 1981-1982/1985-1986 | Buenas noches, Argentina |               |
| 1983-1984           | 28 millones              | ATC           |
| 1984                | 30 millones              |               |
| 1986                | Cien noticias            | Canal 11      |
| 1986-1987           | Sesión Extraordinaria    |               |
| 1987-1988           | Atardecer                |               |
| 1988-1989           | La Noticia al Atardecer  |               |
| 1989-1990           | A las Siete de la Tarde  |               |
| 1991-1992           | América Tevé Noticias    | América Te Ve |
| 1992-1993           | Despertar al País        |               |
| 1993                | A Primera Hora           | América 2     |
| 1993-1998           | Noticieros               | CVN           |

## Premio
La Fundación Konex le otorgó un diploma al desempeño televisivo en 1987 y en 1997 fue jurado del rubro Comunicación-Periodismo.

## Entrevistas
- John y Robert Kennedy
- Pandit Nehru
- Golda Meir
- Isaac Rabin
- Fidel Castro
- Anwar el-Sadat
- Che Guevara
- Moshe Dayan
- Henry Kissinger
- Indira Gandhi
- Menahem Begin
- Federico Fellini
- Vittorio Gassman
- Jorge Luis Borges
- Juan Rulfo
- Jorge Amado
- Luis Federico Leloir
- Bernardo Houssay
- Wernher von Braun
- Pelé
- Cassius Clay
- Juan Domingo Perón
- Juan Manuel Fangio.